# کاترین ژاکوب (هنرپیشه)
کاترین ژاکوب (فرانسوی: Catherine Jacob‎؛ زادهٔ ۱۶ دسامبر ۱۹۵۶) یک هنرپیشه اهل فرانسه است. وی از سال ۱۹۸۱ میلادی تاکنون مشغول فعالیت بوده‌است.
از فیلم‌های معروف او می‌توان به فیلم‌های خدا بزرگ است و من نه، چه کسی بامبی را کشت؟، اعتبار رز و بله اشاره کرد.